# Жильне родовище

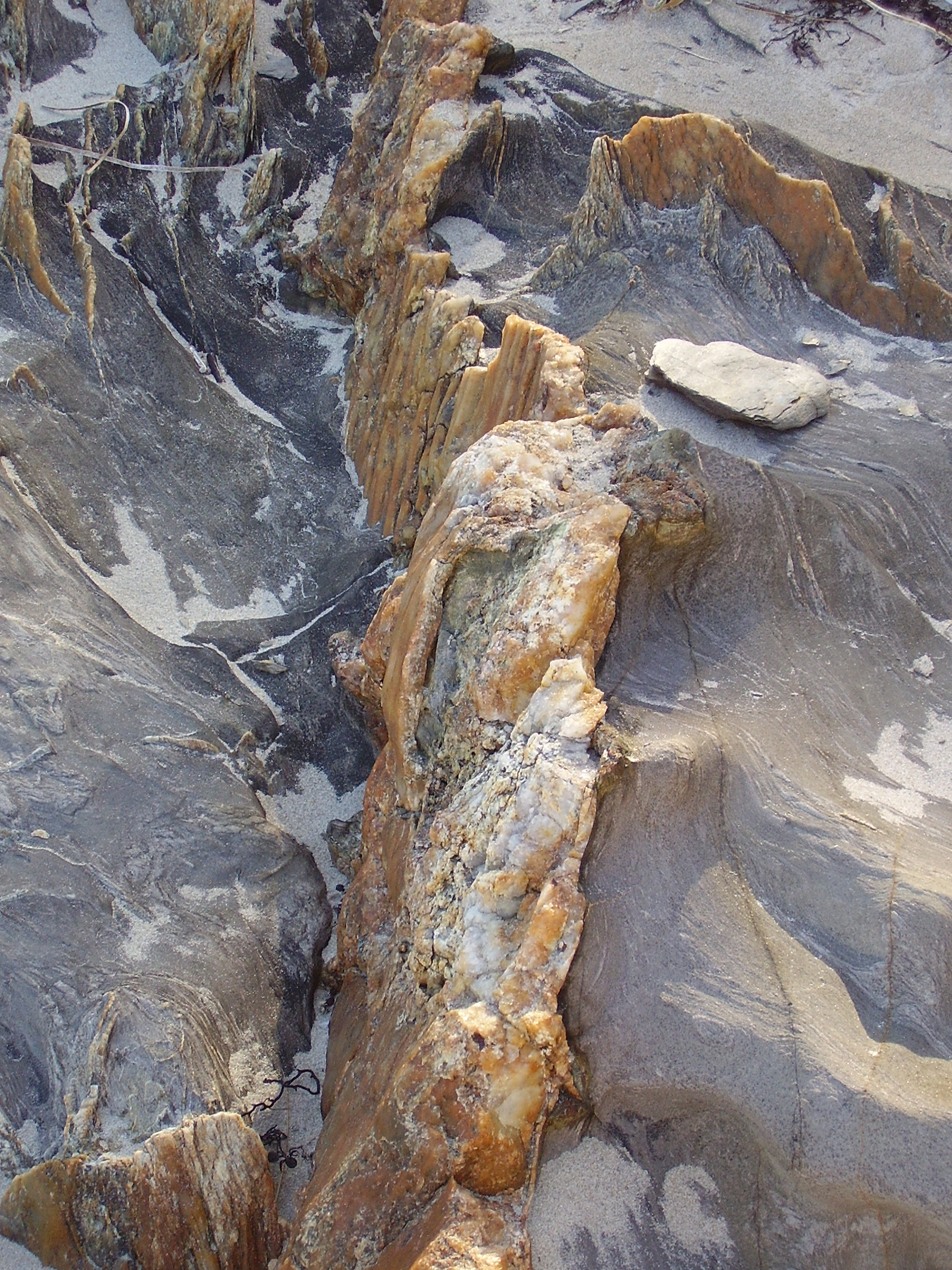
Жила кварцу

Жильне родовище — рудне родовище, в якому руди залягають у вигляді жил.
Товщина жильних тіл — від десятків сантиметрів до десятків метрів.
Довжина досягає сотень метрів, рідше — десятків км, а в глибину вони розвиваються до кількох км.
В Україні відомі жильні родовища бариту і поліметалів
(кварц-баритові жили Закарпаття та Донбасу), ртуті, кристалів дорогоцінного і виробного каміння.